# Conradiidae
Conradiidae zijn een familie van weekdieren uit de klasse van de Gastropoda (slakken).

## Taxonomie
De volgende geslachten zij bij de familie ingedeeld:
- Conjectura Finlay, 1926
- Conradia A. Adams, 1860
- Crossea A. Adams, 1865
- Crosseola Iredale, 1924